# Порок і доброчесність
«Порок і доброчесність» («Le vice et la vertu») — французький кінофільм 1963 року, знятий режисером Роже Вадимом, з Катрін Денев і Анні Жирардо.

## Сюжет
1944, окупована німцями Франція. У Парижі живуть дві сестри — Жюстін та Жюльєтт. Жюстін готується одружитися з Жаном, учасником Опору, але їх арештовує гестапо. Жюльєтт — коханка німецького генерала фон Бамберга, стає свідком як її покровителя отруює полковник СС Ерік Шерндорф, який вважає фон Бамберга зрадником і ключовою фігурою в таємному плані зміни не лише балансу сил у Берліні. Жюльєтт, не маючи іншого виходу, стає коханкою Шерндорфа, і він любить спостерігати її реакцію коли нацисти катують членів Опору. Жюстін і відправляють у замок десь у французькій сільській місцевості — бордель для нацистських лідерів, де інші дівчата, які живуть у замку, попереджають Жюстін дотримуватися наказів садистської мадам замку, якщо вона хоче залишитися живою. Коли Третій Рейх розвалюється, Шорндорф разом із Жюльєтт біжить у замок, де йде «бенкет під час чуми». Жюльєтт знаходить Жюстін, і намагається змусити її бігти. Але Жюстіна хоче випробувати долю своїх супутників.

## У ролях
- Катрін Денев — Жюстін Моран
- Анні Жирардо — Жюльєтт Моран, сестра Жюстіни, коханка Шорндорфа
- Робер Оссейн — Еріх Шорндорф, полковник СС
- Отто Гассе — генерал фон Бамберг
- Філіпп Лемер — Ганс Штрайхер, группенфюрер СС
- Лучана Палуцці — Хелена, ув'язнена номер 88
- Валерія Чанготтіні — Мануела, ув'язнена номер 113
- Поль Гегафф — доктор, есесівець
- Серж Марканд — Айван Штраус, боксер, рядовий
- Доротея Бланк — есесівка, подруга Айвана
- Жорж Пуджулі — лейтенант Хох
- Мішель де Ре — професор Наройорц, астролог
- Говард Вернон — генерал СС
- Маріанна Гарді — «мадам», есесівка
- Астрід Херен — Даніела, ув'язнена номер 73
- Жан-П'єр Оноре — Жан, чоловік Жюстіни
- Анрі Ламбер — Фріц, боксер
- Лена фон Мартенс — Ханка
- Жан-Даніель Сімон — Людвіг
- Жак Сейлер — барон Тельтманн, посол Швеції
- Анрі Атталь — гестапівець
- Домінік Зарді — гестапівець
- Анна Ліберт — ув'язнена номер 84
- Монік Мессіна — Анна, ув'язнена номер 111
- П'єр Гуальді — німецький генерал
- Роберт Дальбан — німецький солдат
- Барбара Квятковська-Ласс — офіціантка
- Урсула Кюблер — есесівка

## Знімальна група
- Режисер: Роже Вадим
- Продюсер: Ален Пуаре
- Сценарій: Роже Вадим, Роже Ваян
- Оператор: Марсель Гріньон
- Композитор: Мішель Мань